# Villa Giordano Duchaliot
Die Villa Giordano Duchaliot, auch Villa Giordano al Vomero, ist ein Landhaus aus dem 17. Jahrhundert im Viertel Vomero von Neapel in der italienischen Region Kampanien. Es liegt in der Via Carafa di Belvedere.

## Geschichte
Das Landhaus liegt in der Nähe der bekannteren Villa Carafa di Belvedere und ist über eine lange Allee von der Via Carafa di Belvedere aus erreichbar. Das Gebäude besteht im Original aus zwei Baukörpern, einer davon mit Eingang von Vomero aus und der andere schließt den Komplex der ehemaligen Kirche San Francesco di Paola ein und ist von der Straße aus erreichbar, die heute Calata San Francesco heißt.
Die erste Eigentümerfamilie der Villa waren die Vandenetndens, denen sie bis 1730 gehörte; dann fiel sie an die Familie Carafa, Prinzen von Belvedere. Dieser Eigentümerwechsel wird schon auf der Karte des Duca di Noja von 1775 angezeigt. Beim Erdbeben in der Irpinia von 1732 erlitt die Kirche zahlreiche Schäden und 1809 wurde das Kloster aufgelöst. Den Komplex kaufte die belgische Familie Duchaliot und ließ ihn in ein herrschaftliches Landhaus umbauen. 1878 übernahm der Bauingenieur Filippo Giordano (1834–1897) aus Arpino die Villa von den Baronen Compagna. Bei seinem Tod vermachte er sie der Congregazione della Carità di Arpino. Im Laufe des 20. Jahrhunderts wurde aus dem Landhaus unerbittlich ein privates Mietshaus.

## Heutiger Erhaltungszustand
Die Fassade zur Allee hin ist teilweise verfallen. Die Allee selbst war bis Anfang der 2000er-Jahre reich mit Bäumen bestanden, die dann gefällt wurden, um Platz für Parkplätze für das Mietshaus zu schaffen. Die gesamte Allee wurde durch den Bau von Wohnhäusern verändert, darunter auch der Palazzo Gentile von 1953, den man rechts des Eingangs zur Allee sehen kann. Die Freifläche der Allee ist heute unbebaut und befindet sich in vernachlässigtem Zustand. Die Kirche gibt es noch; sie wird aber nicht mehr für Gottesdienste genutzt und ist heute in privater Hand. Schließlich sind unter den Räumlichkeiten der Villa trotz ihres stark vernachlässigten Zustandes noch einige mit Fresken verzierte.